# Kids in America
Kids in America ist ein Lied und die Debütsingle von Kim Wilde. Es wurde am 26. Januar 1981 aus deren selbstbetitelten Album ausgekoppelt.

## Entstehung
Der Song wurde von Marty und von Ricky Wilde geschrieben und von Ricky Wilde produziert. Kurz zuvor war Kim Wilde von Produzent Mickie Most entdeckt worden, sie hatte den Hintergrundgesang zu einem Song ihres Bruders Ricky gesungen.

## Veröffentlichung und Rezeption
Am 26. Januar 1981 erschien die Single bei RAK Records. Die B-Seite enthält den Song Tuning In Tuning On, abweichend enthält die bei EMI America erschienene Single den Titel You’ll Never Be So Wrong. Wilde sang den Song in der am 26. Oktober 2019 ausgestrahlten Sendung Gottschalks große 80er-Show, wie schon zuvor in vielen Fernsehsendungen und bei Live-Konzerten.

## Kommerzieller Erfolg

### Chartplatzierungen
Der Song erreichte weltweit hohe Chartpositionen: Platz fünf in Deutschland und der Schweiz und Platz zwölf in Österreich, im Vereinigten Königreich kam er auf Platz zwei und in den USA auf Platz 25. Am Jahresende belegte die Single Position drei der deutschen Single-Jahrescharts.
| ChartsChartplatzierungen       | Höchstplatzierung | Wochen/ Monate |
| ------------------------------ | ----------------- | -------------- |
| Deutschland (GfK)              | 5 (32 Wo.)        | 32 Wo.         |
| Österreich (Ö3)                | 12 (2 Mt.)        | 2 Mt.          |
| Schweiz (IFPI)                 | 5 (11 Wo.)        | 11 Wo.         |
| Vereinigte Staaten (Billboard) | 25 (18 Wo.)       | 18 Wo.         |
| Vereinigtes Königreich (OCC)   | 2 (13 Wo.)        | 13 Wo.         |

| ChartsJahrescharts (1981)    | Platzierung |
| ---------------------------- | ----------- |
| Deutschland (GfK)            | 3           |
| Schweiz (IFPI)               | 18          |
| Vereinigtes Königreich (OCC) | 23          |

### Auszeichnungen für Musikverkäufe
| Land/Region                  | Auszeichnungen für Musikverkäufe (Land/Region, Auszeichnung, Verkäufe) | Verkäufe  |
| ---------------------------- | ---------------------------------------------------------------------- | --------- |
| Frankreich (SNEP)            | Gold                                                                   | 500.000   |
| Vereinigtes Königreich (BPI) | Platin                                                                 | 600.000   |
| Insgesamt                    | 1× Gold · 1× Platin ·                                                  | 1.100.000 |

## Coverversionen
Es gibt zahlreiche Coverversionen, darunter die von The Muffs, Cascada, den Foo Fighters, Billie Joe Armstrong von Green Day und der Bloodhound Gang.